# Bryum purpurascens
Bryum purpurascens är en bladmossart som beskrevs av Bruch och W. P. Schimper in B.S.G. 1846. Bryum purpurascens ingår i släktet bryummossor, och familjen Bryaceae. Inga underarter finns listade i Catalogue of Life.